# Autoput A2 (Bosnia ed Erzegovina)
L'autoput A2 (in italiano "autostrada A2") sarà un'autostrada della Bosnia ed Erzegovina. Attualmente in fase di pianificazione, una volta realizzata connetterà Orašje con l'autostrada A3, anch'essa in fase dipianificazione, in corrispondenza della città di Tuzla.